# Hoheitszeichen der Türkei
Seit Gründung der Republik Türkei wird neben der Staatsflagge kein offizielles Wappen mehr geführt. Stattdessen wird ein Emblem genutzt, das das Flaggenbild (einen Halbmond mit Stern), meist in einem roten Oval, zeigt, wie es auch schon im Osmanischen Reich verwendet wurde. Der Mond wird als abnehmendes Gestirn dargestellt.
Ebenfalls wird bei offiziellen Angelegenheiten häufig das Emblem des Präsidenten aus 16 gelben Sternen und einer gelben Sonne verwendet.
Bis zur Gründung der Republik am 29. Oktober 1923 durch Mustafa Kemal Atatürk führte deren Vorgänger, das Osmanische Reich, ein Wappen, das offiziell 1876 eingeführt wurde.

Kreisförmiges Emblem als Abzeichen von den nationalen Sport-Teams sowie für andere semi-offizielle Zwecke
Wappen des Ministeriums für Auswärtige Angelegenheiten, Botschaften und Konsulate
Namık İsmails Entwurf (nie benutzt)
Emblem des türkischen Präsidenten